# Fred Hamster et Madame Lilas
Fred Hamster et Madame Lilas est un roman de Philippe Delepierre publié le 4 janvier 2004 aux éditions Liana Levi et ayant reçu la même année le Grand prix RTL–Lire.

## Éditions
- Éditions Liana Levi[2],[3], 2004  (ISBN 9782867463457).
- Éditions Pocket, 2005, 342 p.  (ISBN 978-2266151764).